# Forêt des Hauts-sous-le-Vent
La forêt des Hauts-sous-le-Vent, aussi appelée forêt des Bénares ou forêt des Hauts de l'Ouest, est une forêt départemento-domaniale, domaniale, départementale et régionale française de l'île de La Réunion, département d'outre-mer du sud-ouest de l'océan Indien. Elle est située dans les Hauts de l'Ouest sur les territoires des communes de Saint-Paul, Trois-Bassins et Saint-Leu.
C'est un vaste massif forestier s’étendant sur plus de 8200 ha, de 150 m à 2900 mètres d’altitude, il bénéficie d’un climat particulier qui allie fraîcheur, forte nébulosité et faible pluviométrie. Cette situation lui permet d’accueillir presque tous les étages de végétation, remarquablement conservés pour partie. On y trouve des forêts primaires aux essences endémiques ainsi que des forêts de cèdres du Japon. Elle abrite la réserve biologique intégrale de Bois de Nèfles et le Bois de Sans Soucis, un des derniers vestiges de la forêt indigène de montagne des hauts de l’Ouest. 